# Hannes Hellmann

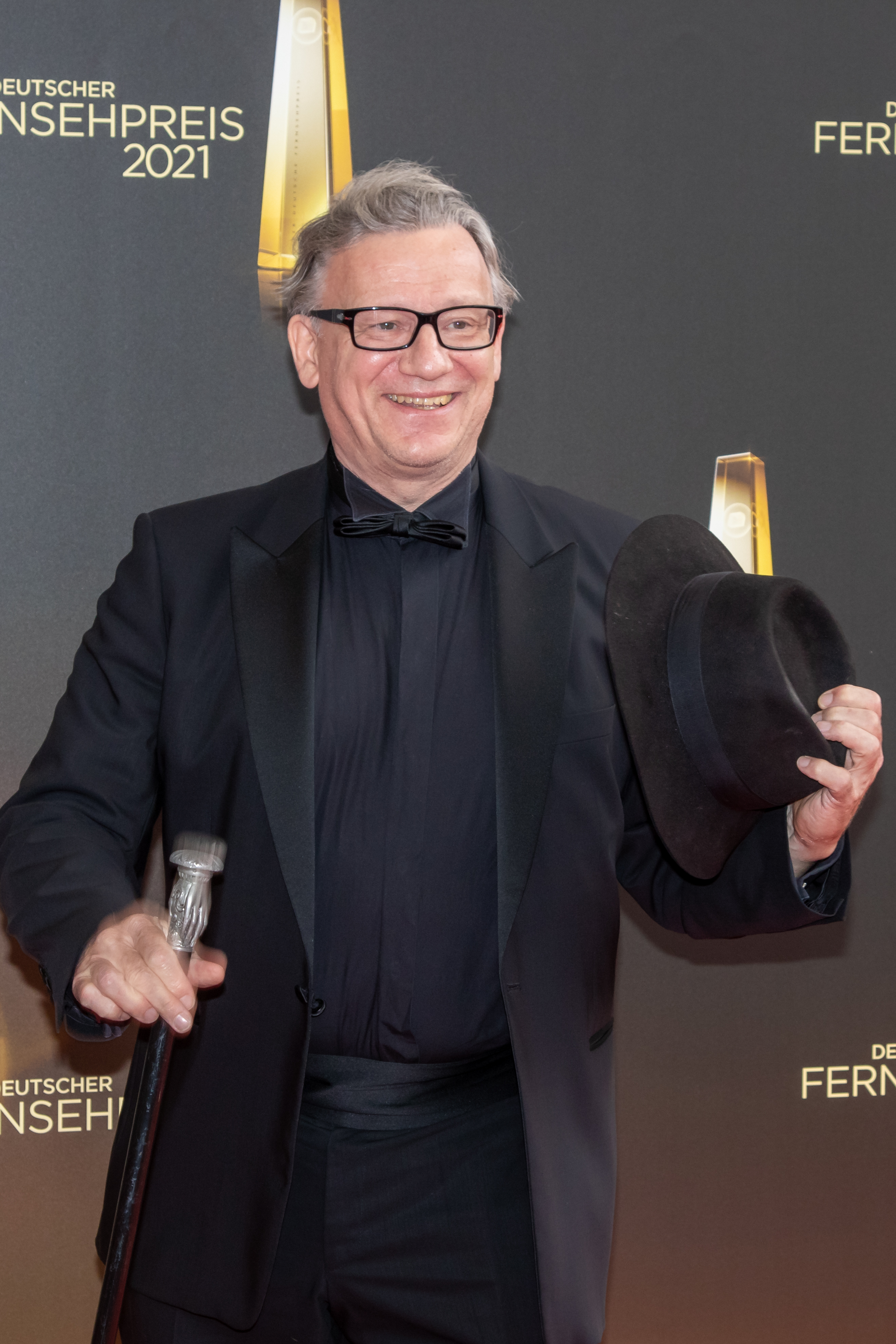
Hannes Hellmann (2021)

Hannes Hellmann (* 25. Oktober 1954 in Berlin) ist ein deutscher Schauspieler und Hörspielsprecher.

## Leben
Nach einem abgebrochenen Germanistik-Studium, einem Intermezzo als Gitarrenlehrer, Liedermacher, Kabarettist und der Ausbildung zum Schauspieler an der Universität der Künste Berlin (von 1976 bis 1980) gehörte Hannes Hellmann zwölf Jahre lang zum Ensemble des Theaters an der Ruhr. Bis 1989 folgte ein Engagement am Thalia Theater Hamburg, seitdem sieht man ihn vermehrt in Film- und Fernsehproduktionen (beispielsweise in Speer und Er als Hermann Göring).
Wichtige Hörspiel- und Hörbucharbeiten Hellmanns sind unter anderem Der Tod des Vergil (NDR 2004), Die Vermessung der Welt (NDR 2007) und Oliver Twist (HV 2005).
Von 2001 bis 2005 gehörte Hannes Hellmann zum Ensemble der Münchner Kammerspiele. In Nürnberg: Görings letztes Gefecht (Nuremberg: Goering's Last Stand; GB, 2006), spielte er Hitlers Reichsmarschall.
Im Herbst 2013 übernahm er die Rolle des Polizeioberrats Wolf Haller in der ZDF-Fernsehserie Notruf Hafenkante. Bereits zwei Jahre zuvor hatte er in dieser Serie einen Gastauftritt in der Rolle eines Theaterregisseurs.

## Ehrungen
- Ruhrpreis für Kunst und Wissenschaft der Stadt Mülheim an der Ruhr (1983)[2]

## Filmografie (Auswahl)
- 1996: Männerpension
- 1996: Adelheid und ihre Mörder (Fernsehserie, Folge Liebe, Tod und Leidenschaft)
- 1996–2002: Doppelter Einsatz (Fernsehserie, verschiedene Rollen, 3 Folgen)
- 1997: Das Leben ist schön
- 1997: Back in Trouble
- 1999: Absolute Giganten
- 1999: Bella Block: Geflüsterte Morde (Fernsehreihe)
- 1999: Tatort: Die apokalyptischen Reiter (Fernsehreihe)
- 2000–2013: Großstadtrevier (Fernsehserie, verschiedene Rollen, 3 Folgen; u. a. Staffel 14, Folge 3: „Engelchen“)
- 2000–2013: Einsatz in Hamburg (Fernsehreihe) → siehe Episodenliste
- 2000: Tatort: Einsatz in Leipzig
- 2001: Tatort: Bestien
- 2002: Tatort: Alibi für Amelie
- 2003: Tatort: Der Schächter
- 2003, 2011: Ein Fall für zwei (Fernsehserie, verschiedene Rollen, 2 Folgen)
- 2004: SOKO Kitzbühel (Fernsehserie, Folge Tödliches Dreieck)
- 2005: Speer und Er (Fernsehdreiteiler)
- 2005: Der Elefant – Mord verjährt nie (Fernsehserie, Folge Opfergang eines Verlierers)
- 2005: Polizeiruf 110: Resturlaub (Fernsehreihe)
- 2005, 2017: Alarm für Cobra 11 (Fernsehserie, verschiedene Rollen, 2 Folgen)
- 2007: Der Kriminalist (Fernsehserie, Folge Ausser Kontrolle)
- 2007–2014: Küstenwache (Fernsehserie, verschiedene Rollen, 3 Folgen)
- 2008: Ihr könnt euch niemals sicher sein (Fernsehfilm)
- 2008: Polizeiruf 110: Geliebter Mörder
- 2008: Das kurze, mutige Leben des Herschel Grünspan
- 2009: Der Prinz (Kurzfilm)
- 2009: Stubbe – Von Fall zu Fall: In den Nebel (Fernsehreihe)
- 2009: Tatort: Um jeden Preis (Fernsehreihe)
- 2010: Der letzte Bulle (Fernsehserie, Folge Im Schatten von Feng-Shui)
- 2010: Schenk mir dein Herz
- 2010: Wilsberg: Bullenball (Fernsehreihe)
- 2010: Polizeiruf 110: Risiko
- 2011: Lindburgs Fall
- 2011: Carl & Bertha
- 2011: Nord Nord Mord (Fernsehreihe)
- 2011: Polizeiruf 110: Denn sie wissen nicht, was sie tun
- 2011: Ein starkes Team: Gnadenlos (Fernsehreihe)
- 2011: Notruf Hafenkante (Fernsehserie, Folge Der letzte Vorhang)
- 2011: Tatort: Das erste Opfer (Fernsehreihe)
- 2011–2018: SOKO Stuttgart (Fernsehserie, verschiedene Rollen, 3 Folgen)
- 2012: Die Braut im Schnee (Fernsehreihe)
- 2012: Stolberg (Fernsehserie, Folge Unter Feuer)
- 2012: Die Jagd nach dem Bernsteinzimmer (Fernsehfilm)
- 2012: Das Leben ist nichts für Feiglinge
- 2012: Blonder als die Polizei erlaubt (Fernsehfilm)
- 2012: Krimi.de (Fernsehserie, Folge Missbraucht)
- 2013: Letzte Spur Berlin (Fernsehserie, Folge Hoffnungsträger)
- Seit 2013: Notruf Hafenkante (Fernsehserie)
- 2013: Tatort: Willkommen in Hamburg (Fernsehreihe)
- 2014: Tatort: Kopfgeld (Fernsehreihe)
- 2014: Heldt (Fernsehserie, Folge Die Akte Heldt)
- 2014: Morden im Norden (Fernsehserie, Folge Goldfinger)
- 2015: Grzimek (Fernsehfilm)
- 2015: Brandmal (Fernsehfilm)
- 2016: Akte Ex (Fernsehserie, Folge Der tote Buchhändler)
- 2016: Trio (Fernsehserie, 8 Folgen)
- 2016–2021: Solo für Weiss (Fernsehreihe) → siehe Besetzung
- 2016: Tatort: Der große Schmerz (Fernsehreihe)
- 2018: Donna Leon – Endlich mein (Fernsehreihe)
- 2018: Der Kroatien-Krimi: Messer am Hals (Fernsehreihe)
- 2018: Sarah Kohr – Mord im Alten Land (Fernsehreihe)
- 2018: Werk ohne Autor
- 2019: Die Chefin (Fernsehserie, Folge Justitias Zuhälter)
- 2021: Tilo Neumann und das Universum (Fernsehserie)
- 2021: Tatort: Rhythm and Love (Cameo-Auftritt)
- 2022: Tatort: Hubertys Rache
- 2022: Anna und ihr Untermieter: Dicke Luft (Fernsehreihe)
- 2022: Meine Mutter raubt die Braut (Fernsehreihe)
- 2023: SOKO Köln (Fernsehserie, Folge Das Trüffelschwein)
- 2023: Anna und ihr Untermieter: Wenn du träumst von der Liebe (Fernsehreihe)
- 2024: Frühling: Die verschwundenen Eltern (Fernsehreihe)
- 2024: Friesland: Sturmmöwen (Fernsehreihe)
- 2024: Tatort: Schweigen
- 2025: Frühling: Ich such dich! (Fernsehreihe)
- 2025: WaPo Duisburg (Fernsehserie, Folge Die Postkarte)

## Hörspiel (Auswahl)
- 2004: Hermann Broch: Der Tod des Virgil – Bearbeitung und Regie: Heinz von Cramer (Hörspiel – NDR)
- 2006: Esmahan Aykol: Hotel Bosporus – Bearbeitung/Regie: Judith Lorentz (Hörspiel – SWR)
- 2009: Dirk Schmidt: Ambassador – Regie: Jörg Schlüter (Kriminalhörspiel – WDR)
- 2011: Matthias Wittekindt: Totalverlust – Regie: Sven Stricker (Radio-Tatort – NDR)
- 2021: Jenseits der Zeit. Trisolaris-Trilogie nach Liu Cixin, Regie: Martin Zylka (Hörspiel – WDR)[3]